# Madame Georges Charpentier

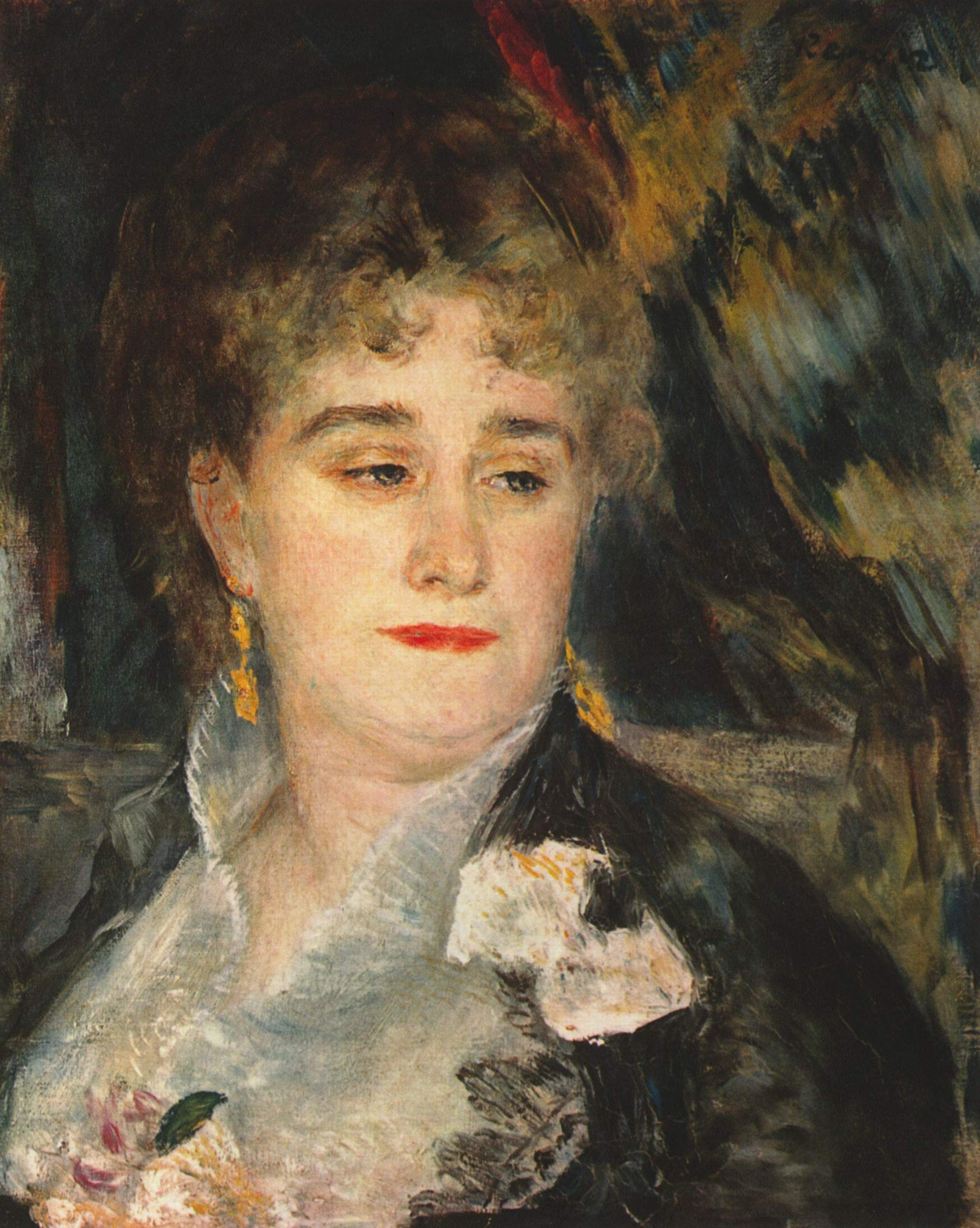
Madame Georges Charpentier
Pierre-Auguste Renoir, um 1876/1877
46 × 38 cm
Öl auf Leinwand
Musée d’Orsay Paris

Madame Georges Charpentier ist ein um 1876/1877 entstandenes Porträtgemälde von Pierre-Auguste Renoir. Das 46 cm hohe und 38 cm breite, in Öl auf Leinwand im Stil des Impressionismus gemalte Bild zeigt die Salonnière Marguerite Charpentier, die Ehefrau des Verlegers Georges Charpentier. Das Gemälde gehört zur Sammlung des Musée d’Orsay in Paris.

## Bildbeschreibung
Das als Schulterstück gehaltene Porträt zeigt die etwa 28-jährige Madame Charpentier vor einem undefinierten Hintergrund. Der von der Bildmitte etwas nach links gerückte Kopf ist im Viertelprofil gemalt, so dass nur ihr rechtes Ohr zu sehen ist. Ihr Blick geht über die linke Schulter zu einem unbekannten Punkt rechts außerhalb des Bildes. Renoir hat das Gesicht mit einem rosafarbenen Teint gemalt und die geschlossenen Lippen durch eine rote Farbgebung deutlich von der Gesichtsfarbe abgehoben. In den dunklen Augen ist ein leicht grünlicher Schimmer erkennbar. Ihr dunkelblondes Haar ist zu einem Mittelscheitel frisiert, wobei einzelne Löckchen über die Stirn fallen. Am vom Haar unbedecktem rechten Ohr befindet sich ein goldener Anhänger. Ein Pendant hierzu ist oberhalb der linken Schulter zu erkennen, ohne jedoch das dazugehörige Ohr zu zeigen. Madame Charpentier trägt ein schwarzes Kleid, von dem nur die rechte Schulterpartie und links die Schulter bis zum vom unteren Bildrand abgeschnittenen Oberarm zu sehen ist. Das Kleid hat ein großes rechteckiges Dekolleté, dass – an der linken Brust erkennbar – mit schwarzer Spitze verziert ist. Oberhalb dieser Spitzenarbeit befindet sich auf dem Kleid als Accessoire eine weiße Schleife. Unter dem Kleid trägt die Dargestellte eine weiße – fast transparent wirkende – Bluse. Die Bluse bedeckt nahezu das gesamte Dekolleté und lässt nur zum Hals hin, wo der Blusenstoff zu einem Stehkragen übergeht, einen kleinen Ausschnitt offen. Am unteren Rand ist in der Mitte des Dekolletés eine schmückende Rose angebracht.
Während insbesondere das Gesicht der Madame Charpentier in fast akademischer Manier mit feinem Pinselstrich detailliert ausgearbeitet ist, zeigt der Hintergrund grobe Farbstriche, die es unmöglich machen, einen Ort zu bestimmen. Lediglich oberhalb der Schulter ist durch waagerechte Pinselstriche die Lehne eines Stuhls zu erahnen. Die ineinander verlaufenden Farben des Hintergrundes weisen neben dunklen Partien, gelbe, blaue, grüne und ockerfarbene Farbtöne auf und zeigen deutlich den impressionistischen Malstil des Künstlers. Vorstellbar ist eine Porträtsituation in einem Garten, wobei es sich beim Hintergrund um Bäume oder andere Vegetation handeln könnte. Ebenso ist aber auch ein Innenraum denkbar, bei dem Madame Charpentier vor einem Wandteppich, Vorhang, Wandschirm oder Tapete abgebildet ist. Oben rechts hat der Maler das Bild mit „Renoir“ signiert.

## Hintergrund zur Entstehung des Gemäldes

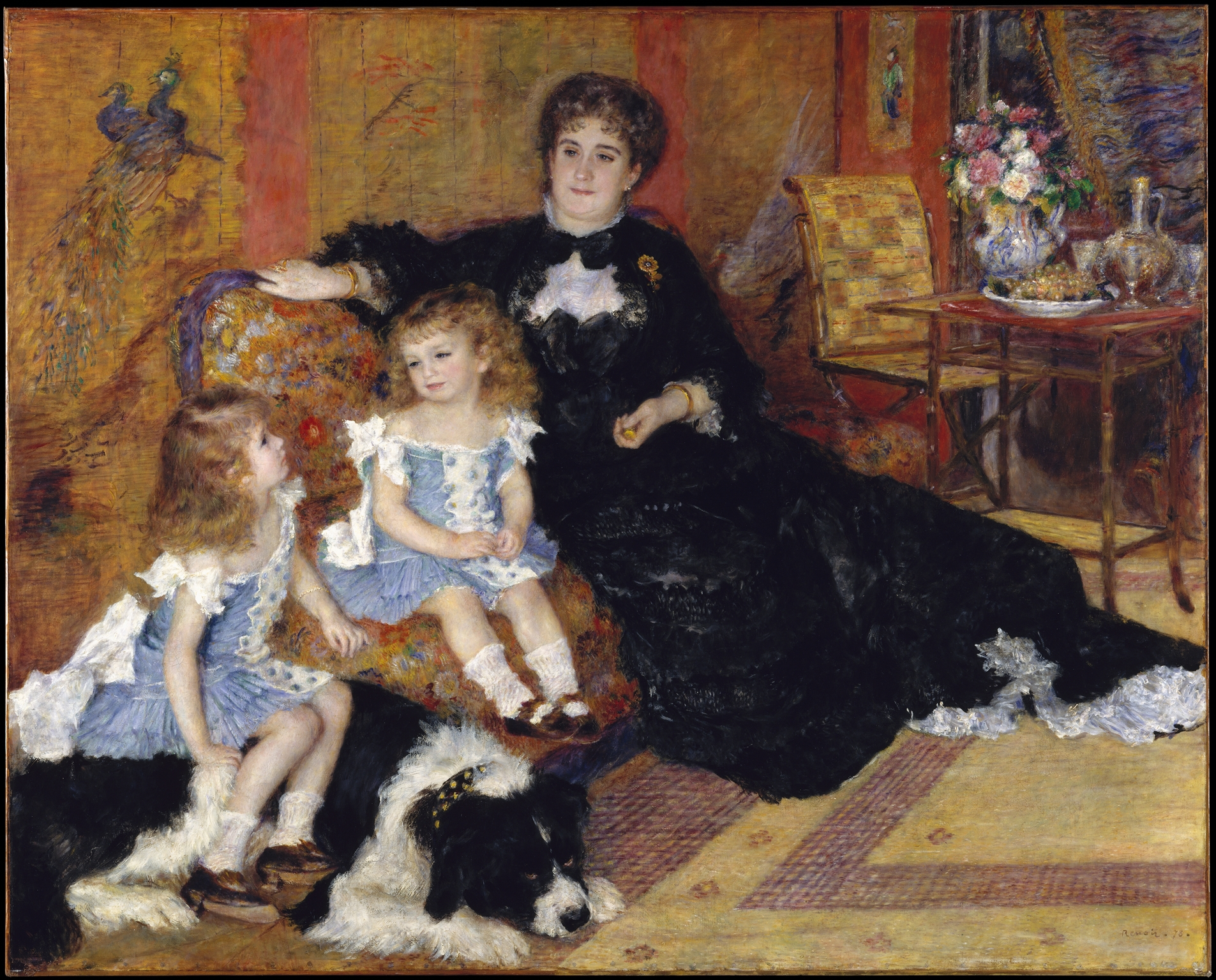
Pierre-Auguste Renoir:
Madame Charpentier und ihre Kinder

Marguerite Charpentier war die Ehefrau des Verlegers Georges Charpentier. Die Anrede Madame Georges Charpentier war zur Zeit der Entstehung des Bildes üblich und hat dem Gemälde den Titel gegeben. Die Charpentiers erwarben erstmals 1875 ein Bild von Renoir, den sie wenig später persönlich kennenlernten. Für den in finanzieller Notlage befindlichen Renoir war diese Begegnung enorm wichtig. Die Charpentiers unterstützten den Maler mit Geld und gaben mehrere Bilder bei ihm in Auftrag. Neben dem Porträt Madame Georges Charpentier entstanden so mehrere Porträts der Kinder und schließlich 1878 das bekannte Gruppenporträt Madame Charpentier und ihre Kinder (Metropolitan Museum of Art), für das Renoir viel Lob erntete. Das Bildnis Madame Georges Charpentier kann zu dem späteren Gruppenbild als Vorarbeit gesehen werden.
Madame Charpentier führte einen literarischen Salon, in dem Renoir neben Literaten und anderen Malern auch weitere Auftraggeber für seine Bilder fand. Das Gemälde Madame Georges Charpentier war vermutlich eine Auftragsarbeit ihres Mannes. Möglicherweise hat Renoir die feine Ausarbeitung der Gesichtszüge gewählt – und dabei auf eine freiere Malweise verzichtet – um seine Auftraggeber und Gönner für sich zu gewinnen. Er selbst bezeichnete sich in den 1870er Jahren als „Privatmaler“ der Charpentiers.

## Provenienz
Nach Fertigstellung, fand das Gemälde seinen Platz im Salon der Charpentiers. Sie liehen das Bild 1877 zur dritten Gruppenausstellung der Impressionisten aus, wo es, wie alle Bilder dieser Gruppe, wenig Zustimmung fand. Dies änderte sich innerhalb der nächsten Jahrzehnte. Während der Weltausstellung in Paris im Jahr 1900 wurde das Bild in der Übersichtsschau Exposition centennale rétrospective de l’Art français de 1800 à 1889 als Teil der offiziellen Programms gezeigt. Nach dem Tod von Madame Charpentier 1904 und ihres Mannes 1905 erbten die beiden Töchter Georgette Tournon und Jeanne Dutar die Kunstsammlung der Eltern. Während die meisten Stücke 1907 versteigert wurden, versuchten sie zunächst das Bild der Mutter dem Louvre zu schenken. Da dessen Regularien vorsahen, keine Werke lebender Künstler aufzunehmen – Renoir starb erst 1919 – behielten sie das Gemälde zunächst. Das Bild kam 1919 als Schenkung der Société des Amis du Luxembourg (Gesellschaft der Freunde des Musée Luxembourg) unter Beteiligung von Georgette Tournon in den Besitz des französischen Staates, der es zunächst dem Musée du Luxembourg überließ, wo es bis 1929 ausgestellt wurde. Anschließend war es bis 1947 im Louvre zu sehen und befand sich danach im Jeu de Paume. Seit 1986 ist es in der Dauerausstellung des Musée d’Orsay zu sehen.